# Arevalillo
Arevalillo – gmina w Hiszpanii, w prowincji Ávila, w Kastylii i León, o powierzchni 14,97 km². W 2011 roku gmina liczyła 101 mieszkańców.